# 無線従事者養成センター
一般社団法人無線従事者養成センター（むせんじゅうじしゃようせいセンター、英: Radio Operator Education Center, REC）は、無線従事者の育成をする非営利団体である。

## 概要
「無線従事者の育成を通じて、情報社会の発展に寄与し、社会に貢献すること」を目的としている。

## 事業
養成課程
下記の無線従事者の養成課程の認定施設者である。
- 航空無線通信士（略称、航空通）
- 第一級・第二級海上特殊無線技士（略称、一海特・二海特）
- 航空特殊無線技士（略称、航空特）
- 第一級・第二級・第三級陸上特殊無線技士（略称、一陸特・二陸特・三陸特）
- 第三級・第四級アマチュア無線技士（略称、三アマ・四アマ）

三アマは四アマ又は相当の資格者を対象とした受講日数が1日の短縮コースである。また航空特・ニ海特の保有者を対象としたニ陸特の短縮コース、大学・高等専門学校の卒業生などを対象とした一海特の短縮コースもある。
教科書は独自に作成したパワーポイントによるもので、サンプルも公開されている。
- 一陸特については、リモート講義（eラーニング）によることも計画[4]している。

独自の制度として講習中退者の再受講、修了試験不合格者の再試験を無料としている。
但し修了試験の再試験は1回限り。

身体障害者の受講にも取り組み、聴覚障害者の4アマ、二陸特の講習の実績

がある。
- 「免許を与えない者」を規定する無線従事者規則第45条において、聴覚障害者は同条第3項により4アマの取得はできるが、二陸特は同条第2項により障害の程度により取得可能かが判断される。記事中の「免許証の発行は総務省の判断となります」とは、第45条第2項を指すもので養成課程を修了しても免許証が発給されないことがある。

## 沿革
2020年（令和2年）
- 8月27日 - 設立[1]、事務所・教室は豊島区巣鴨の宝生第一ビル2階
- 9月22日 - 養成課程の受講受付け開始[9]
- 10月 - 一陸特・二陸特・三陸特の養成課程教科書を総務省が認定[10]
  - 以後も実施する種別が追加される毎に教科書を作成
- 11月 - 三陸特・二陸特・一陸特の養成課程を開始[11][12][13]
- 12月 - 航空特の養成課程を開始[14]

2021年（令和3年）
- 3月 - 航空通の養成課程を開始[15]
- 6月 - 二海特の養成課程を開始[16]
- 10月 - 一海特の養成課程を開始[17]

2023年（令和5年）
- 6月 - 大阪市淀川区西中島に大阪事務所開設[18]
- 7月 - 四アマの養成課程を開始[19]
- 9月 - 大阪での養成課程を開始[20]

2024年（令和6年）
- 6月
  - 三アマの養成課程を開始[21]
  - ホームページをリニューアル[22]